# Goll (Familienname)
Goll ist ein deutscher Familienname.

## Namensträger
- Christine Goll (* 1956), Schweizer Politikerin (SP)
- Christoph Ludwig Goll (1824–1897), deutscher Orgelbauer
- Claire Goll (1890–1977), deutsch-französische Schriftstellerin
- Edward Goll (1884–1949), deutsch-böhmischer Musiker
- Emil Goll (1865–1939), deutscher Politiker (DFP, DDP, DStP)
- Ernst Goll (1887–1912), österreichischer Dichter
- Eugen Goll (1893–1958), Schweizer Maler
- Ernestine Rosine Goll (1742–nach 1774), deutsche Mätresse, siehe Ernestine Rosine Flachsland
- Friedrich Goll (Kaufmann) (1786–1871), deutscher Kaufmann und Tragantwarenfabrikant
- Friedrich Goll (Mediziner) (1829–1903), Schweizer Arzt, Pharmakologe und Neurohistologe
- Friedrich Goll (1839–1911), deutsch-schweizerischer Orgelbauer
- Friedrich Goll (Fußballspieler) (* 1955), deutscher Fußballspieler
- George Meyer-Goll (1949–2023), deutscher Schauspieler
- Gerhard Goll (* 1942), deutscher Manager und Politiker (CDU)
- Gustav Theodor Goll (1822–1879), württembergischer Oberamtmann
- Harald H. Goll (* 1957), deutscher Sonderpädagoge
- Heinrich Gottlieb Petsch-Goll (1780–1860), deutscher Kaufmann und Abgeordneter in Frankfurt am Main
- Heinz Goll (Künstler) (1934–1999), österreichischer Bildhauer, Grafiker und Maler
- Heinz Goll (Politiker) (* 1938), deutscher Politiker (SPD)
- Heinz-Joachim Goll (* 1955), deutscher Fußballspieler
- Jakob Goll (* 1992), deutscher Eishockeyspieler
- Jaroslav Goll (1846–1929), tschechischer Historiker
- Jo Goll (* 1966), deutscher Journalist
- Joachim Goll (1925–2016), deutscher Hör- und Fernsehspielautor
- Johann Andreas Goll (1751–1823), deutscher Orgelbauer
- Johann Carl August Andreae-Goll (1816–1889), deutscher Bankier und Abgeordneter
- Johann Philipp Petsch-Goll (1818–1900), geheimer Kommerzienrat, Präsident der Handelskammer Frankfurt
- Josef Goll (1864–1924), österreichischer Politiker (DnP), Abgeordneter zum Nationalrat
- Julia Goll (* 1964), deutsche Juristin und Politikerin (FDP), MdL
- Karl Goll (1870–1951), deutscher Maler
- Klaus Rainer Goll (* 1945), deutscher Schriftsteller
- Ludwig Friedrich Goll (1785–1853), deutscher Orgelbauer
- Monika Goll (1942–2025), deutsche Schauspielerin
- Predrag Goll (1931–2016), kroatischer Maler
- Thomas Goll (* 1963), deutscher Politikwissenschaftler
- Ulrich Goll (* 1950), deutscher Politiker (FDP), MdL, Minister
- Yvan Goll (auch Ivan oder Iwan; 1891–1950), französischer Schriftsteller